# Grabričina
Grabričina es una localidad de Croacia situada en el municipio de Velika Ludina, en el condado de Sisak-Moslavina. Según el censo de 2021, tiene una población de 17 habitantes.

## Demografía
| Gráfica de población de Grabričina 1857-2011                       |
|                                                                    |
| Según los censos de población de la Oficina de Estadísticas Croata |